# Karin Schäfer

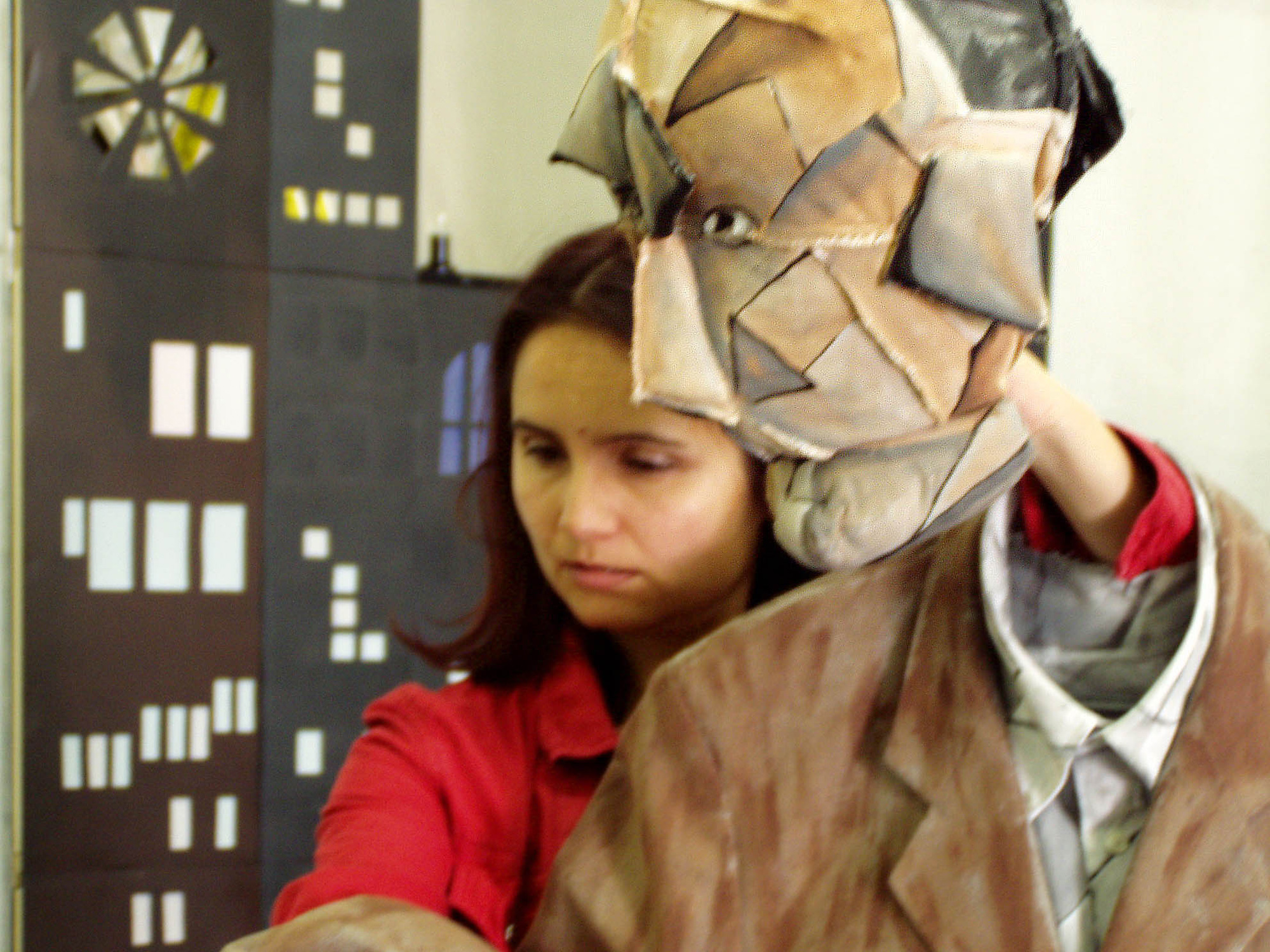
Karin Schäfer (2005)

Karin Schäfer (* 21. September 1963 in Mödling) ist eine österreichische Bühnenkünstlerin. Sie ist Gründerin und Leiterin der „Karin Schäfer Figuren Theater – Visual Theatre Productions“. Ausgehend von Techniken des klassischen Puppenspiels entwickelte Karin Schäfer eine Kunstform, die sie „Visuelles Theater“ nennt. Ihre Arbeit integriert bildende Kunst, Musik, Tanz und Neue Medien. Dabei entstehen in Zusammenarbeit mit anderen Künstlern dieser Genres Aufführungen, die vor allem visuell wirken. Durch den weitgehenden Verzicht auf Worte „erreicht sie das Publikum unabhängig von Herkunft, Sprache und oft auch Alter“.

## Leben
Karin Schäfer wurde in Mödling geboren, wuchs aber in Wien und Neusiedl am See auf. 1987 ging sie nach Spanien, um am Instituto del Teatro, Barcelona bei Harry V. Tozer Puppenspiel und Marionettentheater zu studieren.
Im Jahr 1989 gründete sie zusammen mit Santi Arnal in Barcelona, Spanien, das Puppentheater Per Poc. Erste eigene Produktion war Piccolo Forte Pianissimo. Bis 1993 traten die beiden in Spanien, Frankreich, Deutschland und Belgien auf.
Von bis 1991 1993 entwickelte sich eine weitere Zusammenarbeit mit Puppenspieler Jordi Bertran: 1992 entstand Poemas Visuales, das zunächst in Frankreich und Spanien aufgeführt und 1994 mit dem Preis der Jury des Internationalen Theaterfestival Cannes ausgezeichnet wurde.
Im Jahr 1993 kehrte sie nach Wien zurück, wo sie das Puppentheater- und Ausdruckstanzstück Über das Marionettentheater (nach dem gleichnamigen Essay von Heinrich von Kleist) schuf und aufführte. Das Stück lief sechs Wochen lang in Wien und zog Einladungen zu Festivals in Österreich, Deutschland, Frankreich, Griechenland, Italien, Jugoslawien und der Tschechoslowakei, sowie zum Internationalen Festival des Experimentellen Theaters in Kairo nach sich.
In Zusammenarbeit mit dem Kindertheater Schneck + Co gestaltete und baute Karin Schäfer 1993 die Marionetten für Post für den Tiger, ein Stück nach dem Bilderbuch von Janosch, das in der Folge in mehr als 100 Aufführungen in Österreich zu sehen und auch in mehreren ORF-Sendungen zu Gast war.
1997 wurde im dietheater im Wiener Konzerthaus Stringtime uraufgeführt, mit dem die Künstlerin bis 2007 auf internationalen Festivals u. a. in Russland, Südkorea, Kuba, Pakistan und Mexiko erfolgreich auftrat. Ebenfalls 1997 entstand anhand eines Textes von Max Gad in Zusammenarbeit mit dem Kabinetttheater das Stück Wir drei die zwei einzigen (Premiere im Wiener Künstlerhaus). Im Jahr 2000 eröffnete sie mit dem Stück für Erwachsene Über das Marionettentheater die Kleist-Festspiele in Frankfurt (Oder) und schuf Es war zweimal (Marionettentheater, ebenfalls für Erwachsene). Damit gastierte sie später auf internationalen Festivals in 15 Ländern auf vier Kontinenten.
2001 wurde Peter und der Wolf im Wiener Konzerthaus mit der Wiener Kammerphilharmonie unter der Leitung von Claudius Traunfellner aufgeführt. Das Stück ist das Ergebnis einer 1998 begonnenen Koproduktion mit Per Poc (Barcelona). 2002 entstand home@anywhere, ein Stück für Jugendliche über das Leben Jugendlicher in Pakistan, angeregt durch Erfahrungen und Interviews aus zwei Reisen nach Lahore, Pakistan, und in die Wüste Thar (Zusammenarbeit mit SCHÄXPIR – Internationales Theaterfestival Oberösterreich). Im selben Jahr hatte im Wiener Konzerthaus Rose Dorn (nach dem Ballett Dornröschen von Tschaikowski) Premiere – am Klavier Ingrid Marsoner.
Im Jahr 2003 gründete Karin Schäfer PannOpticum, ein internationales Festival des Visuellen Theaters, das in Neusiedl am See seither alle zwei Jahre stattfindet und das sie künstlerisch leitet.
2004 entstand Da ist der Wurm drin, das Breughels berühmtes Bild Kinderspiele umsetzt. 2005 entstand Skywalker, eine Koproduktion mit Cordula Nossek / Dachtheater über das fiktive Zusammentreffen von Walentina Tereschkowa und Sally Ride im All (das waren die jeweils ersten Astronautinnen ihrer Hemisphären, erstere allerdings zwanzig Jahre vor der zweiten). Aufgeführt wurde es im Dschungel Wien, Theater für junges Publikum (MuseumsQuartier). Im selben Jahr hatte auch Bilder einer Ausstellung Premiere: Eine Hommage an berühmte Werke des 20. Jahrhunderts nach der Musik von Modest Mussorgsky, gespielt vom österreichischen Pianisten Christopher Hinterhuber. Nach der Premiere am Wiener Konzerthaus gab es Aufführungen u. a. im Museum der Moderne Salzburg und in der Philharmonie Luxemburg.
Anlässlich der am Neusiedler See stattfindenden ISAF World Sailing Games wurde 2006 die Koproduktion Wind und weiter aufgeführt, eine nonverbale Multimedia-Performance für multinationales Publikum. Dieses Stück wird im Oktober 2008 in einer Neuinszenierung gemeinsam mit den Musikern Jörg Piringer, Ernst Reitermaier und Cordula Bösze neu aufgenommen und im Konzerthaus Wien uraufgeführt.
2007 bauten sie und ihr Team die Figuren für das Stück Bradley – letzte Reihe, letzter Platz von Louise Sachar im Theater der Jugend in Wien. 2008 arbeitete sie mit der Neuen Bühne Villach beim Projekt Wie man die Wünsche am Schwanz packt von Pablo Picasso zusammen, verantwortlich für den Bau der Figuren und das Figurencoaching. 2008 wurde Wind und weiter neu inszeniert und gemeinsam mit dem Institut für Transakustische Forschung (Jörg Piringer / Ernst Reitermaier) und der Musikerin Cordula Bösze im Konzerthaus Wien, Neuer Saal, uraufgeführt. Das Stück ging danach im Auftrag für die Jeunesse - Musikalische Jugend Österreich auf Österreichtournee. 2010 fand die Premiere der Orchesterversion von Bilder einer Ausstellung gemeinsam mit dem Izmir State Symphony Orchestra beim Izmir Festival in der Türkei statt, im selben Jahr wurde das Stück auch gemeinsam mit dem Jugendsinfonieorchester Vorarlberg beim Feldkirch Festival gezeigt.
Schäfer war 2010 Preisträgerin der Burgenlandstiftung Theodor Kery, im Oktober 2010 fand die Premiere ihres Stücks Zheng He – Als die Drachenschiffe kamen über den chinesischen Entdecker Zheng He im Dschungel Wien im Museumsquartier statt. Mit diesem Stück hatte das Karin Schäfer Figuren Theater bisher über 100 Auftritte in 20 Ländern weltweit.
2012 fand die Premiere von Fahrt ins Blaue nach einem Text von Richard Berczeller im Rahmen des ORF Funksalon in Eisenstadt statt. 2013 führten sie Gastspiele mit Bilder einer Ausstellung in der Oper Bonn, wo sie und ihr Ensemble gemeinsam mit dem Beethoven Orchester Bonn auftraten. Weiters entstand eine Neuinszenierung von Rose Dorn nach Tschaikovskijs Dornröschen, die gemeinsam mit der Pianistin Ardita Statovci im Auftrag der Jeunesse auf Tournee in Österreich ging und Gastspiele in Deutschland hatte. 2014 startete das Poppetpeople°Art°Project mit Kooperationen in Shanghai und Wien und sie führte ihr Stück Bilder einer Ausstellung gemeinsam mit dem Orquesta Sinfonica de Castilla y Leon im Auditorio Miguel Delibes in Valladolid (Spanien) auf, das in 6 Vorstellungen mehr als 5.500 Zuseher hatte. 2015 fand die Uraufführung von IBERIA statt, einem visuellen Konzert, gemeinsam mit dem Orquesta Sinfonica de Castilla y Leon im Auditorio Miguel Delibes in Valladolid (Spanien). Die Premiere der Klavierversion von IBERIA mit Christopher Hinterhuber am Konzertflügel fand 2016 im Rahmen des Internationalen Figurentheaterfestivals „PannOpticum“ in Neusiedl am See statt.
Im Jahr 2017 begann die Kollagekunst Get Lost / Seamaps und damit eine Verlagerung des Schwerpunkts von der Darstellenden zur Bildenden Kunst. Sie erhielt den Preis der Burgenlandstiftung Theodor Kery für das Projekt Parade sowie den ersten Preis beim Projektcasting des Landes Burgenland im Rahmen des Jahres der Gegenwartskunst ebenfalls für Parade. 2018 war die Premiere von Parade nach Picasso, Cocteau und Satie – visual theatre meets urban dance – in Zusammenarbeit mit dem Choreographen Valentin Alfery.
Im Jahr 2024 hatte Crazy Old Me Premiere, eine Theaterarbeit zum Thema Altern.
Karin Schäfer lebt mit ihrem Lebensgefährten und Manager in Neusiedl am See (Burgenland) und Wien.

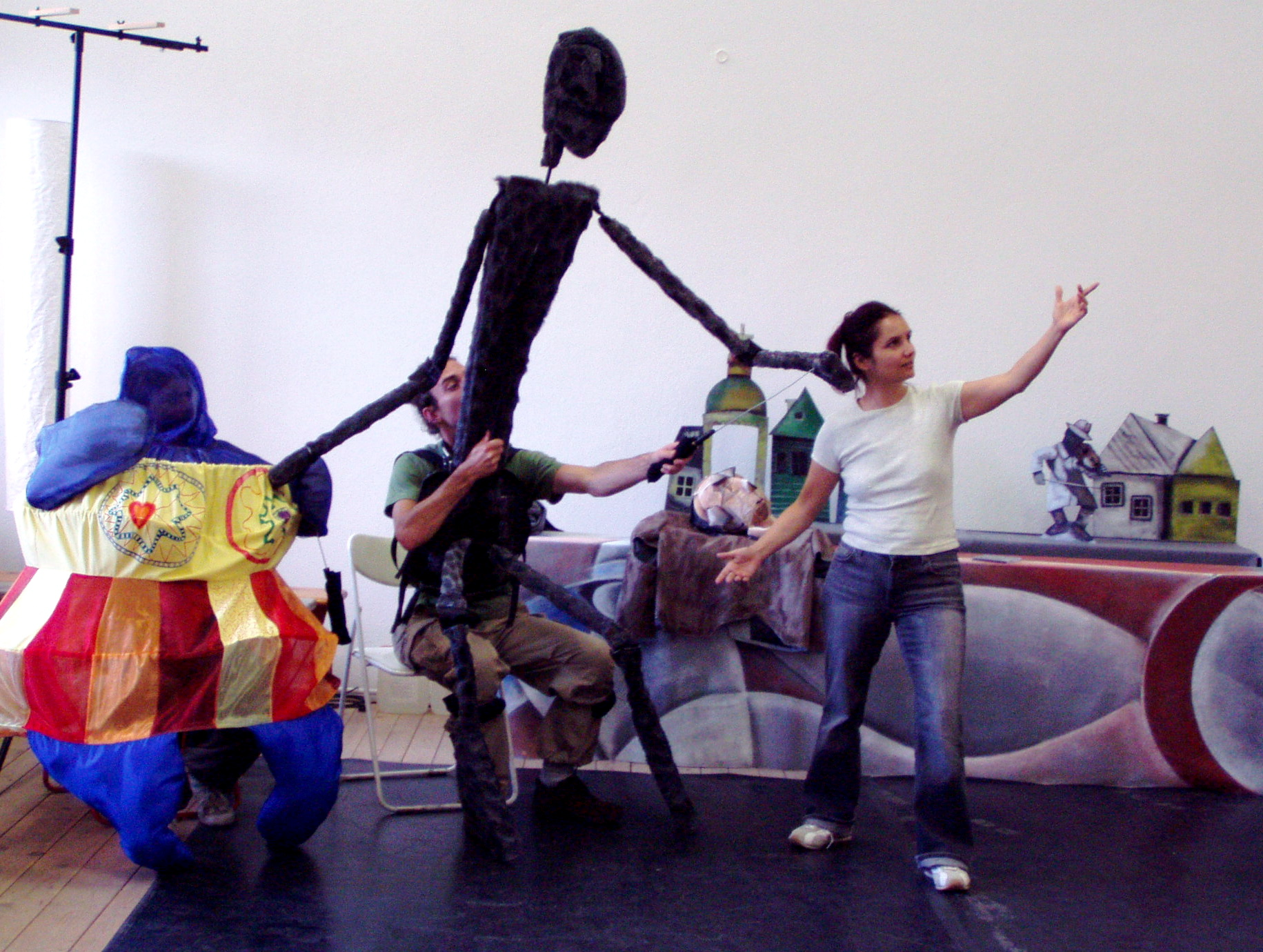
Bilder einer Ausstellung (Probenarbeit, 2005).
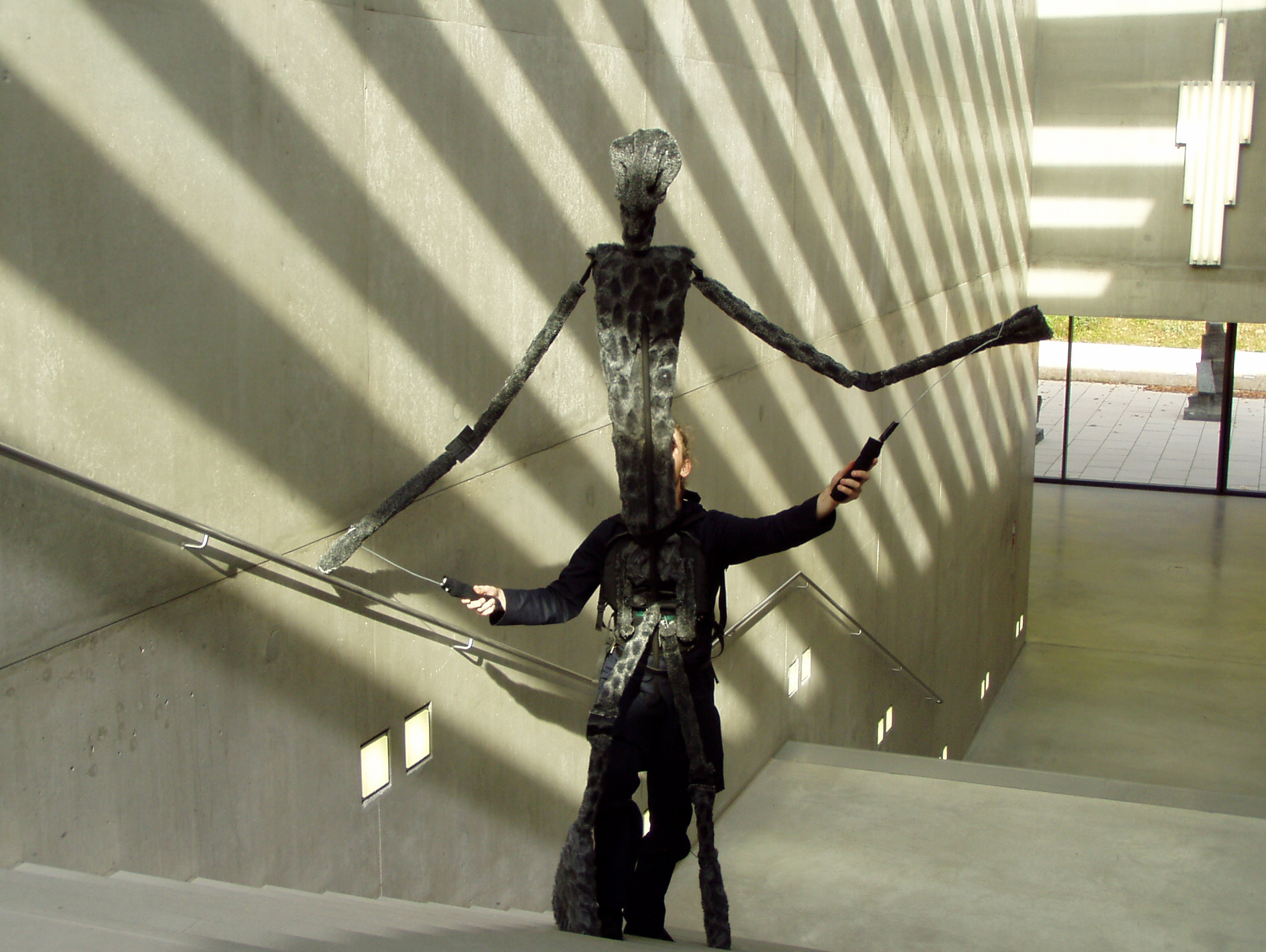
Bilder einer Ausstellung (Museum der Moderne, Salzburg 2005).
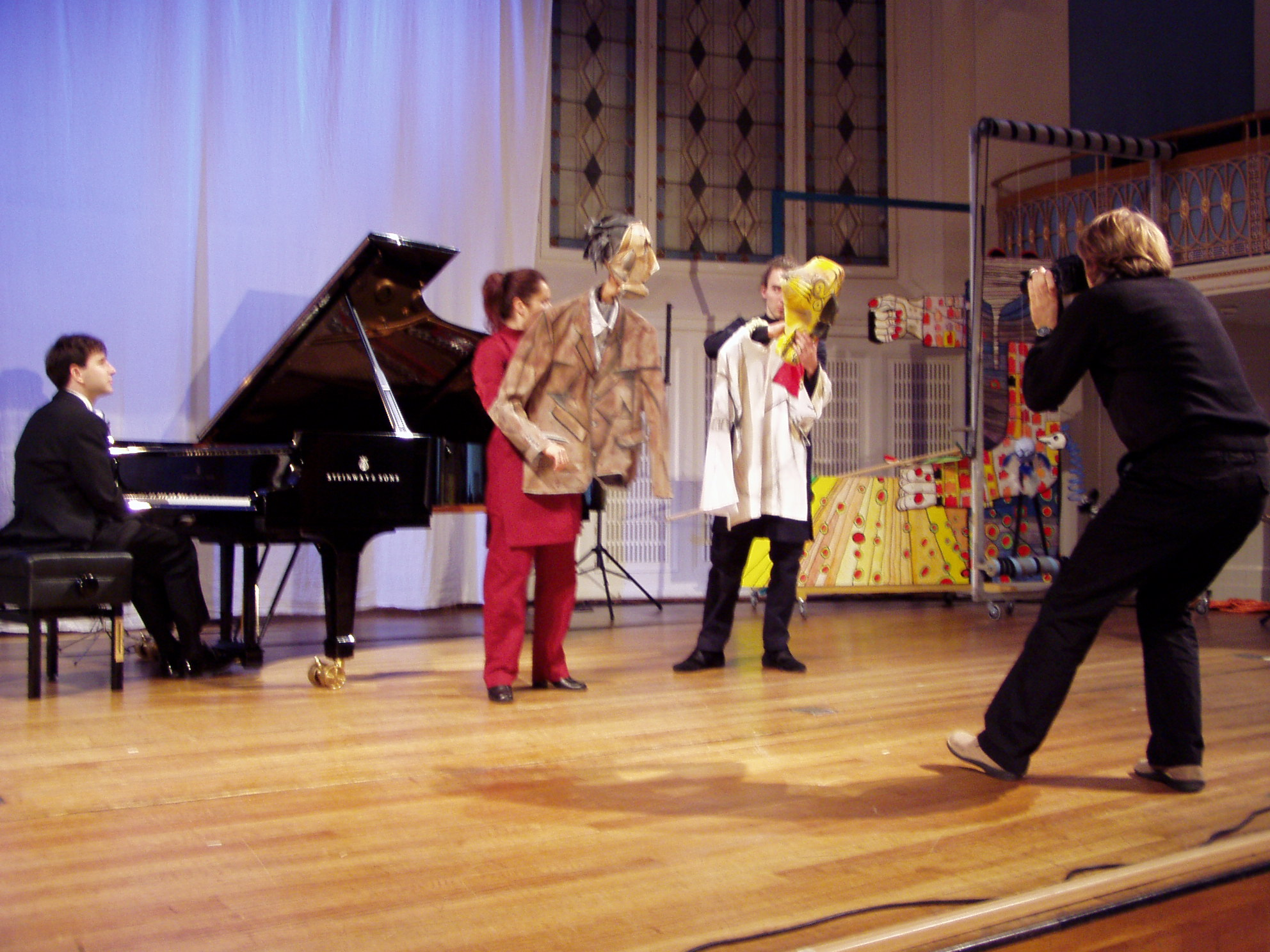
Bilder einer Ausstellung (Probenarbeit, Konzerthaus, Wien 2008)
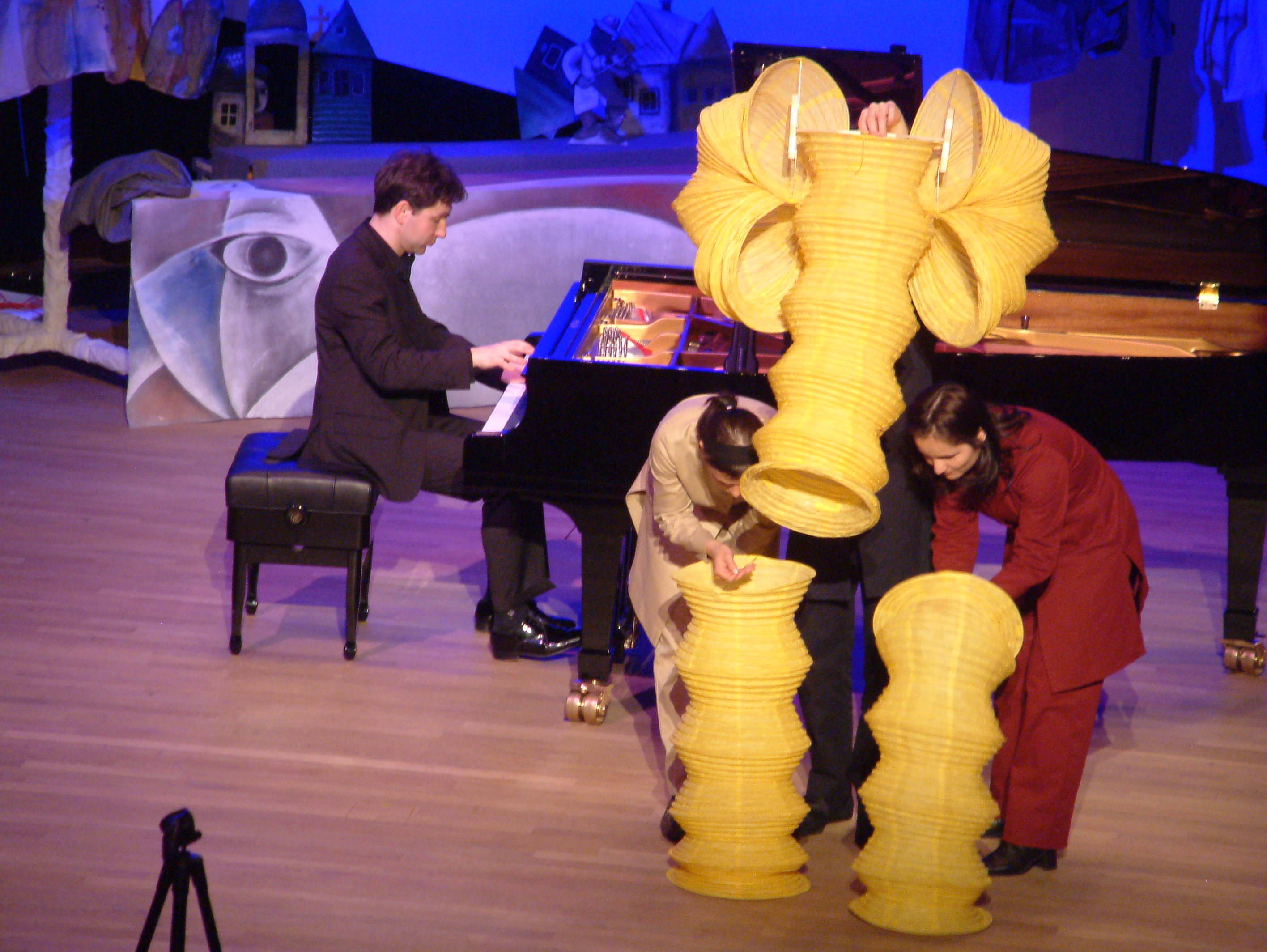
Circus Polka komponiert für einen jungen Elefanten (Philharmonie Luxemburg, 2008).
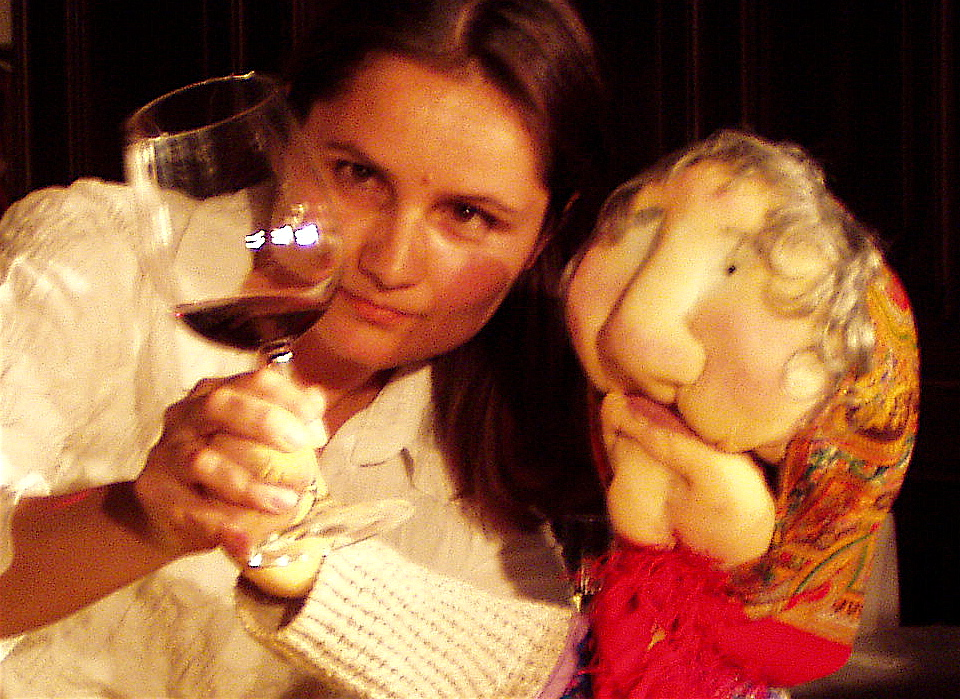
Im Vino her i was: *) Puppe Mizzi Tschida verkostet Wein (2006).

## Auszeichnungen
- 1994, Preis der Jury des Festival International de la Performance d'Acteur (Cannes), zusammen mit Santi Arnal und Jordi Bertran,[16]
- 1999, Erster Preis des First International Festival of Solo Puppeteers in Łódź,[17]
- 2003, Best Performer des First International Festival of Solo Puppeteers in Łódź,[18]
- 2003, Premio Villanueva für das beste Auslandgastspiel beim Festival International de Teatro de La Habana vom Verband der professionellen Theaterkritiker Kubas für Stringtime,[19]
- 2009, Preisträgerin der Dr. Lorenz Karall-Stiftung im Burgenland,
- 2009, Preis der Publikumsjury beim Internationalen Kinder- und Jugendtheaterfestival in Amberg (Deutschland) für Da ist der Wurm drin,
- 2010, Preisträgerin der Burgenlandstiftung Theodor Kery,[20]
- 2011, STELLA, österreichischen Kinder- und Jugendtheaterpreis in der Kategorie Herausragende Ausstattung / Visuelle Gestaltung für Zheng He – als die Drachenschiffe kamen,[21]
- 2012, Hauptpreis für „Exceptional Visual Design“ beim UNIMA Weltkongress in Chengdu, China für Zheng He – als die Drachenschiffe kamen,
- 2014, drei Preise, darunter der Hauptpreis für Künstlerische Innovation beim Shanghai Art Festival für Zheng He – als die Drachenschiffe kamen,
- 2018, Gewinnerin des YAM Awards in der Kategorie Bestes großes Ensemble für IBERIA (unter mehr als 60 Einsendungen aus 27 Ländern).